# Мемии
Мемиите (gens Memmii) са римска плебейска фамилия, която произлиза вероятно от територията на волските и действа политически в Древен Рим от 2 и 1 век пр.н.е.
Представители на фамилията през Римската република са:
- Гай Мемий Квирин, едил преди 210 пр.н.е.
- Гай Мемий (претор), претор 173, 172 пр.н.е.
- Гай Мемий (трибун 111 пр.н.е.), народен трибун 111 пр.н.е. и автор на lex Memmia
- Луций Мемий, оратор, претор преди 112 пр.н.е.
- Гай Мемий (трибун 89 пр.н.е.), народен трибун 89 пр.н.е.
- Луций Мемий (трибун 89 пр.н.е.) народен трибун 89 пр.н.е. (или Гай Мемий (трибун 89 пр.н.е.))
- Гай Мемий (квестор), квестор 76 пр.н.е., женен за Помпея (сестра на Помпей)
- Гай Мемий Гемел, поет, народен трибун 66, претор 58 пр.н.е., привърженик на Помпей
- Гай Мемий (консул 34 пр.н.е.), народен трибун 54, суфектконсул 34 пр.н.е.
- Луций Мемий Полион, суфектконсул 49 пр.н.е.

Представители през Римската империя:
- Публий Мемий Регул, суфектконсул 31 г.
- Гай Мемий Регул, суфектконсул 63 г., син на суфектконсула от 31 г.
- Сенецио Мемий Афер, суфектконсул 99 г.
- Гай Мемий Фид Юлий Албий, генерал, суфектконсул 2 век.
- Мемий Руфин, противник на Септимий Север
- Мемий Туск: фалшиво за Марк Нумий Туск, консул 258 г.
- Квинт Аврелий Мемий Симах, († 525/26), западно-римски политик и философ